# アウロ・アウヴァロ・ダ・クルス・ジュニオル
アウロ（Auro）ことアウロ・アウヴァロ・ダ・クルス・ジュニオル（ポルトガル語: Auro Alvaro da Cruz Junior、1996年1月23日 - ）は、ブラジルのサッカー選手。ポジションはDF。

## クラブ歴
2014年にサンパウロFCで選手となった。2016年はCAリネンセ、2017年はアメリカ・ミネイロでレンタル移籍をして過ごし、2018年の初めにサンパウロに復帰した。同年2月13日にメジャーリーグサッカーのトロントFCが彼を買い取りオプションつきの期限付き移籍で獲得した事を発表した。同月20日に行われたCONCACAFチャンピオンズリーグ2018のコロラド・ラピッズ戦で初出場した。同年12月17日にトロントFCが買い取りオプションを行使し、完全移籍となった。2022年2月14日、サントスFCに期限付き移籍した。
2023年3月3日、FCオルダバスに移籍した。

## 代表歴
U-17代表とU-20代表での出場経験がある。

## プレースタイル
主に右サイドバックを務めるが、ユーティリティーなディフェンダーである。